# Придонской
Придонско́й — упразднённый рабочий посёлок в составе городского округа Воронеж Воронежской области. В 2011 году включен в состав города Воронеж и исключен из учётных данных. Ныне микрорайон Советского района города.

## География
Расположен на левом берегу реки Дон. Железнодорожная станция (Подклетное) на линии Воронеж — Курск.

## История
Первые поселенцы на месте микрорайона появились в 1929 году в связи со строительством сушильного завода. В том же году были построены барак для рабочих, продуктовый ларёк и контора администрации. Были построены железнодорожные ветки к заводу и к пристани на Дону, где находились заготовительные конторы. В 1930 году Подклетненский овощесушильный завод был пущен в эксплуатацию. Через год на заводе начали выпускать крахмал и изготовлять вино из фруктов. Были открыты магазин и столовая. В 1934 году началось строительство личных домов рабочими. На 1940 год в поселении насчитывалось 29 домов, в которых проживало около 400 жителей. Были проложены три улицы: Советская (15 домов), Свободы (7 домов) и Воронежская (7 домов).
В июне 1942 года, когда немецкие войска подошли к Воронежу, поступил приказ эвакуировать завод в Ярославль. Приказ был отменён, когда уже всё было собрано. Позже вновь был дан приказ об эвакуации, но вывезти оборудование уже не успели. На территории посёлка шли бои. Чтобы не допустить захвата завода немцами, рабочие испортили оборудование, а механик Коробов поджёг базу. Завод сгорел практически полностью. После освобождения Воронежа 25 января 1943 года за 25 дней был восстановлен железнодорожный мост через Дон.
Решением исполкома Воронежского облсовета от 26.07.1963 года путем выделения из состава города Семилуки посёлка Воронежского завода силикатного кирпича образован рабочий посёлок которому присвоено название Придонской.
С 2011 года посёлок включён в состав города Воронеж.

## Улицы микрорайона
232 стрелковой дивизии, Афанасьева, Геофизическая, Защитников Родины, Садовая, Заполярная, пер. Заполярный, Кемеровская, Киселёва, Крейзера, Латненская, Мазлумова, Мосина, Оганджаняна, Огнева, Папова, пер. Комарова, Комарова, Берегового, Тихий Дон, Романтиков, Северцова, Силикатная.

## Население
| 1979 | 1989    | 2002    | 2009    | 2010    |
| ---- | ------- | ------- | ------- | ------- |
| 8334 | ↗12 759 | ↗17 133 | ↘17 031 | ↗18 300 |

## Экономика
Заводы: силикатного кирпича, крупнопанельного домостроения, железобетонных конструкций, овощеконсервный.

## Транспорт
В микрорайоне задействовано 5 автобусных маршрутов. Два маршрута следуют через центр города на левый берег: № 8 (ВАИ) и № 60 (Боровое); маршрут № 17 следует в Юго-Западный район (до Юго-западного рынка); маршрут № 61 проходит из Подклетного через Кольцовскую улицу до остановки "Центральный рынок2 следует до остановки Больница № 8 через улицу 9 Января, ВОГРЭСовский мост, Новосибирскую улицу.Маршруты № 17, 60, 61, 82 обслуживаются автобусами среднего классаПАЗ, маршрут № 8 — автобусами большого класса ЛиАЗ-529267.
Через микрорайон проходит железнодорожная линия Курск-Касторная-Воронеж, в микрорайоне возле конечной остановки автобусов «Завод ВКСМ» находится станция Подклетное, на которой останавливаются пригородные поезда.

## Галерея

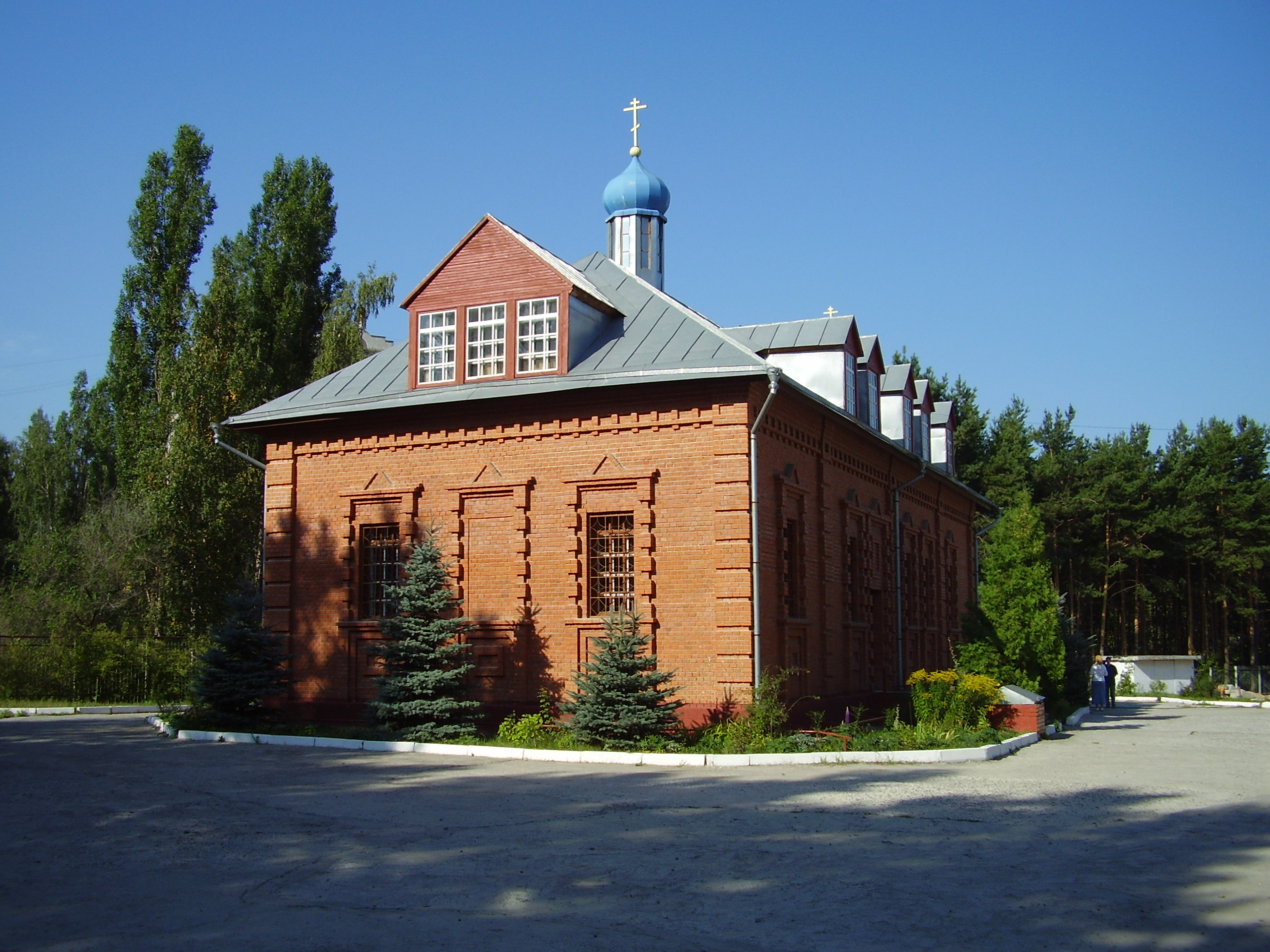
Церковь Святого Пантелеимона
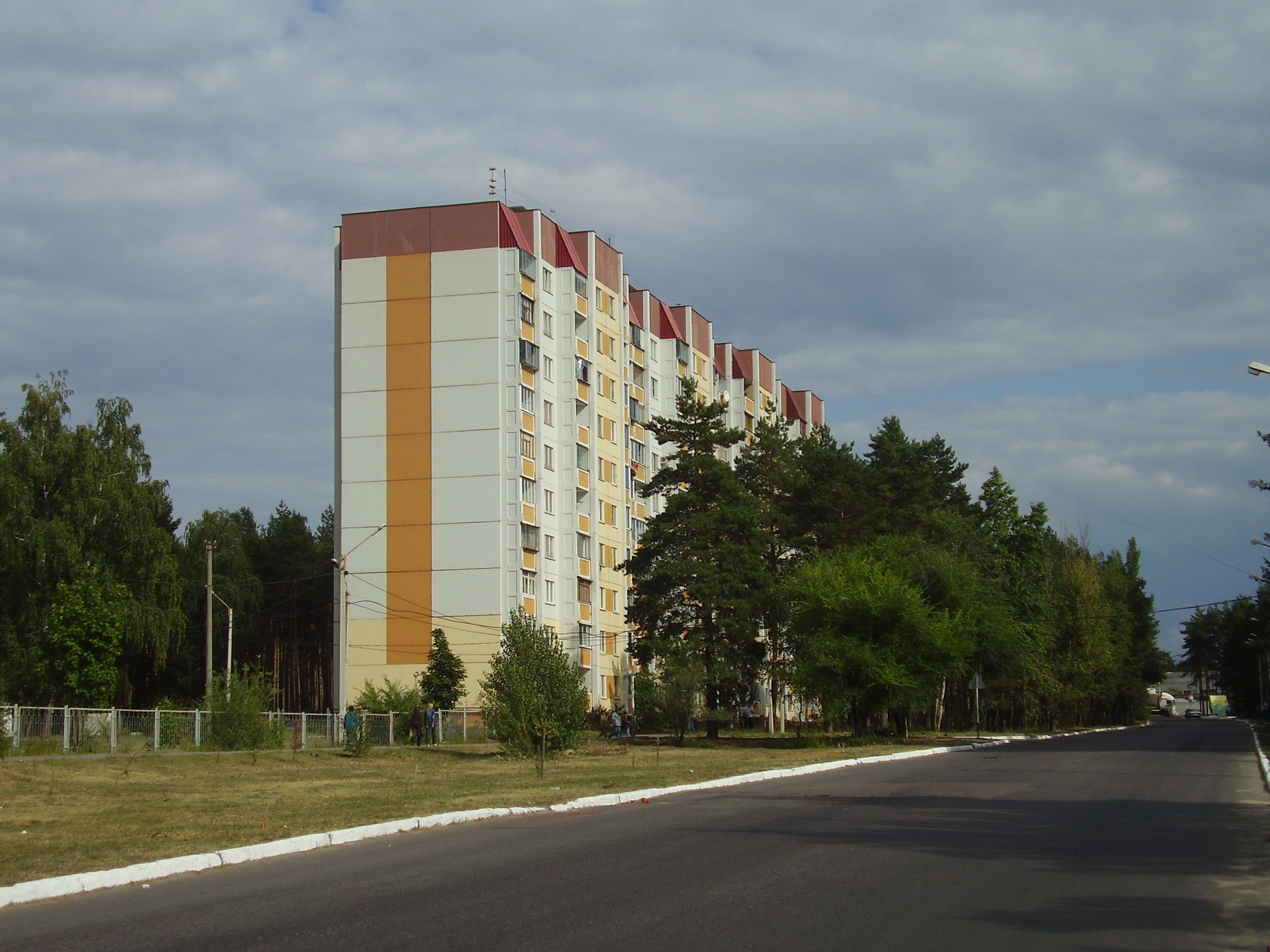
Новый 10-этажный дом на улице 232-й стрелковой дивизии
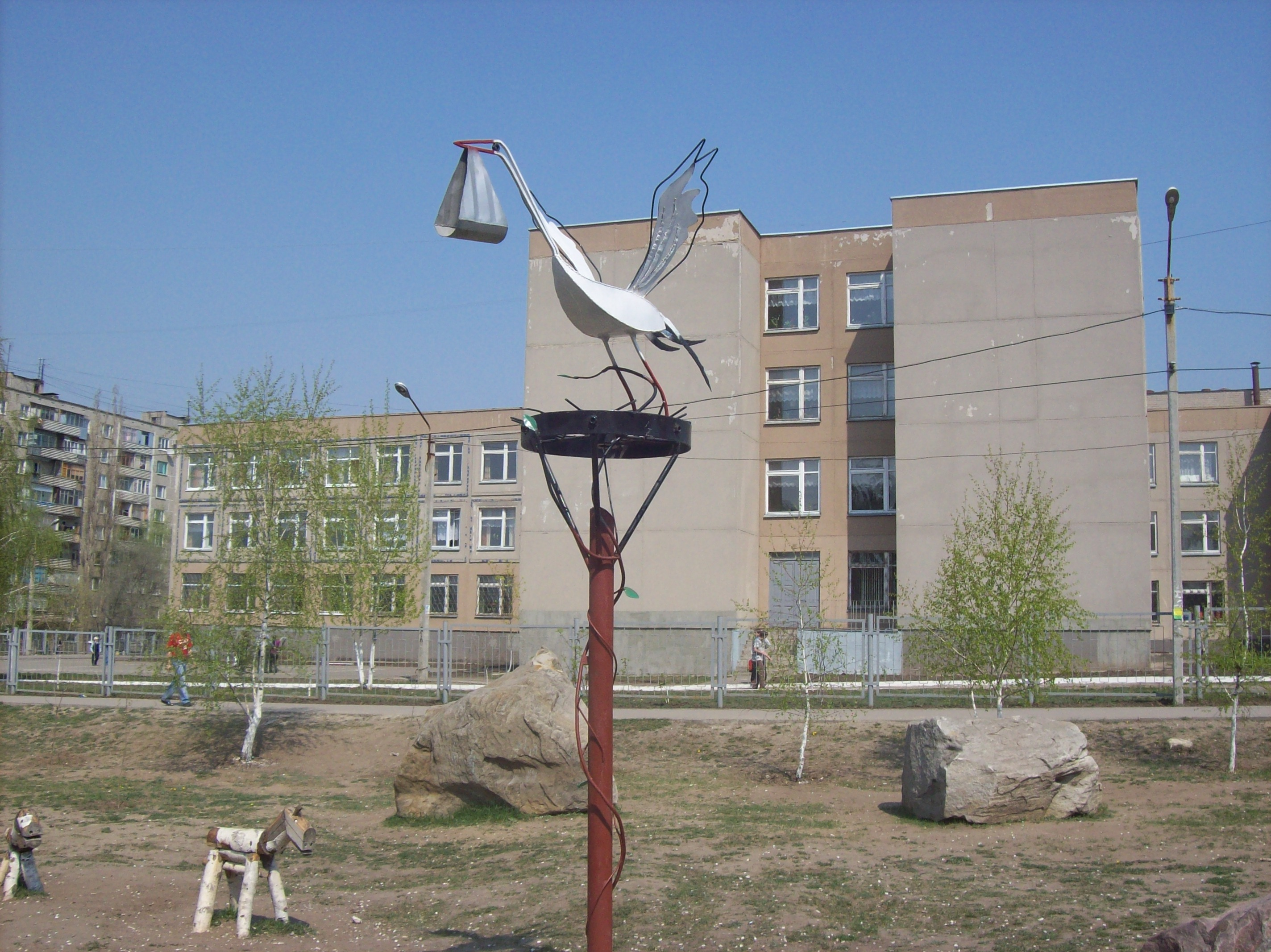
Композиция у школы № 55
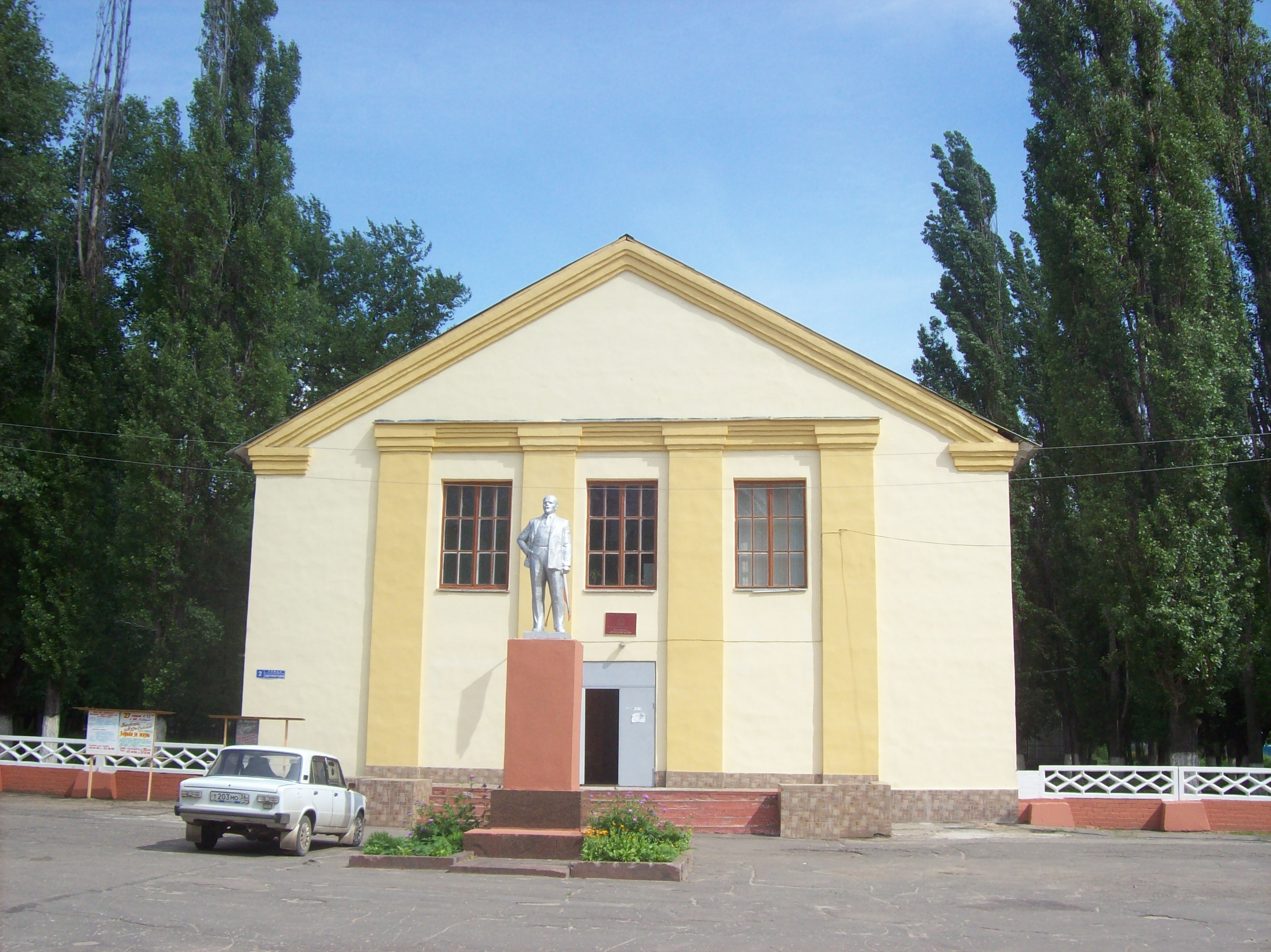
Клуб
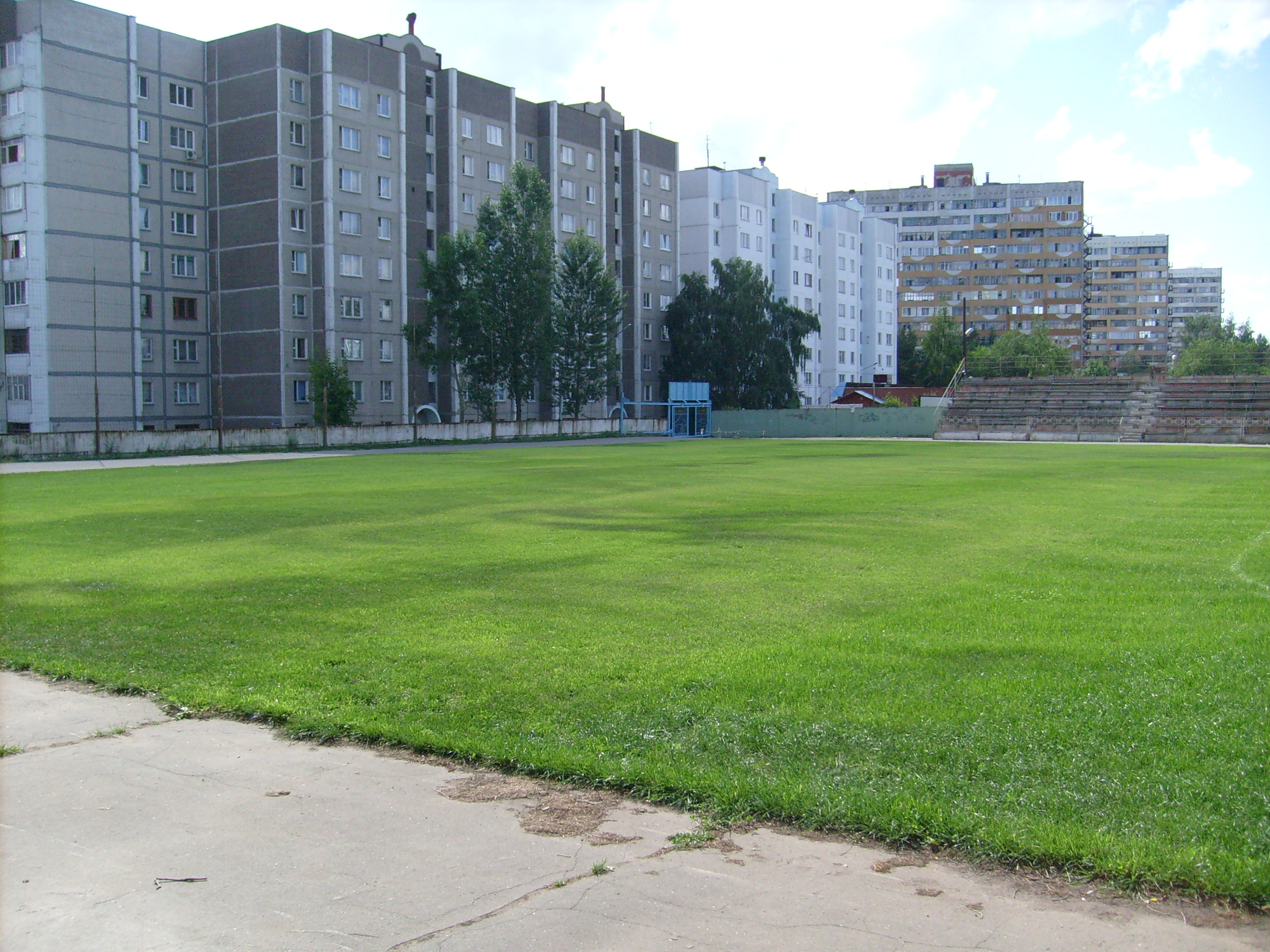
Футбольное поле